# Fuori c'è il sole
# Fuori c'è il sole è un singolo del cantante italiano Lorenzo Fragola, pubblicato il 14 giugno 2015 come terzo estratto dal primo album in studio 1995.

## Descrizione
Settima traccia di 1995, il brano è stato scritto dallo stesso Fragola con Jonny Lattimer e Taylor Bennet ed è stato presentato per la prima volta in occasione della cerimonia di premiazione degli MTV Italia Awards 2015, tenuti il 14 giugno 2015, per poi venire proposto una seconda volta in occasione della sua partecipazione all'annuale Summer Festival.

### Altre versioni
Del brano esiste una versione in lingua inglese intitolata Summer Clothes e realizzata dal gruppo musicale Cahoots, lanciata sul mercato il 29 giugno 2015.

## Video musicale
Il video, diretto da Mauro Russo e ideato dallo stesso Fragola, è stato girato tra Cefalù e Catania e porta in scena la cronaca di una tipica giornata estiva privata di ogni pensiero ma votata all'esclusivo divertimento, tra musica, scherzi e falò in riva al mare.

## Classifiche
| Classifica (2015) | Posizione massima |
| ----------------- | ----------------- |
| Italia            | 5                 |